# Sankt Nikolaus undergörarens kyrka, Novyje Zjattsyj
Sankt Nikolaus undergörarens kyrka (ryska: Церковь Святого Николая Чудотворца; translitteration: Tserkov Svjatogo Nikolaja Chudotvortsa) är en rysk-ortodox kyrkobyggnad belägen i byn Novyje Zjattsyj, i delrepubliken Udmurtien, i den östra delen av europeiska Ryssland.
Kyrkan är helgad åt Sankt Nikolaus och tillhör Glazovs stift.